# Cim Alt de les Arques
El Cim Alt de les Arques és una muntanya de 2.792 metres que es troba al municipi de Queralbs, a la comarca catalana del Ripollès.